# كينيث أنجر
كينيث أنجر (بالإنجليزية: Kenneth Anger)‏ هو منتج أفلام ومونتير وكاتب وكاتب سيناريو ومخرج وممثل أمريكي، ولد في 3 فبراير 1927 بسانتا مونيكا في الولايات المتحدة.

## أعمال

### أفلام
- (1935) حلم ليلة صيف

## وصلات خارجية
- كينيث أنجر على موقع IMDb (الإنجليزية)
- كينيث أنجر على موقع الموسوعة البريطانية (الإنجليزية)
- كينيث أنجر على موقع روتن توميتوز (الإنجليزية)
- كينيث أنجر على موقع ألو سيني (الفرنسية)
- كينيث أنجر على موقع ميوزك برينز (الإنجليزية)
- كينيث أنجر على موقع تيرنر كلاسيك موفيز (الإنجليزية)
- كينيث أنجر على موقع أول موفي (الإنجليزية)
- كينيث أنجر على موقع قاعدة بيانات الأفلام السويدية (السويدية)
- كينيث أنجر على موقع إن إن دي بي (الإنجليزية)
- كينيث أنجر على موقع أول ميوزيك (الإنجليزية)